# 임채영 (통계학자)
임채영은 대한민국의 통계학자이다. 서울대학교 통계학과 교수로 재직하였다.